# ブライアン・ヘイリー
ブライアン・ヘイリー（Brian Haley、1963年2月12日 - ）は、アメリカ合衆国ワシントン州シアトル生まれの俳優・脚本家である。

## 来歴
イタリア系とアイルランド系の家系で、ヘイリーは6人兄弟の5番目として生まれた。ヘイリーが3歳の時に一家はカナダのケベック州へ移り住む。そのこともあり、英語のほかにフランス語も堪能らしい。15歳の時に帰国して、再びワシントン州へ住んでいるとき、いくつかの映画の撮影現場に遭遇して、俳優たちを見ているうちに自分も俳優になろうと決心する。
1980年初頭にヘイリーは米陸軍へ入隊する。数年間米軍へ在任した後に、ショービジネスの世界へ入るために除隊した。その後はシアトルでスタンダップ・コメディアンとして活動を始めて、1988年にはロサンゼルスへ移りコメディアンとしてテレビなどに出演し始める。1995年にNBCで製作された『ウイングス』への出演あたりから名前も知られ始めて、スティーヴン・スピルバーグ監督の『オールウェイズ』で映画デビューし、現在に至る。現在はティム・バートン、マーティン・スコセッシ、コーエン兄弟、クリント・イーストウッドなど名だたる監督たちの映画への出演が続いている。
1987年に結婚しており、現在は5人の父親である。

## 出演作品

### 映画
| 公開年 | 邦題 原題                                           | 役名                 | 備考           |
| ------ | --------------------------------------------------- | -------------------- | -------------- |
| 1989   | オールウェイズ Always                               | アレックス           |                |
| 1992   | メタルウィング Into the Sun                         | デカルロ             |                |
| 1994   | 赤ちゃんのおでかけ Baby's Day Out                   | ヴェーコ             |                |
| 1994   | リトル・ジャイアンツ Little Giants                  | マイク・ハマースミス |                |
| 1996   | マーズ・アタック! Mars Attacks                      | ミッチ               |                |
| 1997   | 誘拐騒動/ニャンタッチャブル That Darn Cat           | マーヴィン           |                |
| 1999   | マーメイド・ボーイ 僕って人魚!? The Thirteenth Year | コーチ               |                |
| 2001   | バーバー The Man Who Wasn't There                   | Officer Krebs        |                |
| 2001   | パール・ハーバー Pearl Harbor                       | Training Captain     |                |
| 2006   | ディパーテッド The Departed                         | 捜査官2              |                |
| 2008   | グラン・トリノ Gran Trino                           | ミッチ・コワルスキー |                |
| 2009   | サブウェイ123 激突 The Taking of Pelham 1 2 3       | ヒル                 |                |
| 2011   | アジャストメント The Adjustment Bureau              | メイズ               |                |
| 2014   | ドラフト・デイ Draft Day                            | NFLコミッショナー    | ノークレジット |

### テレビシリーズ
| 放映年    | 邦題 原題                                               | 役名                                | 備考         |
| --------- | ------------------------------------------------------- | ----------------------------------- | ------------ |
| 1990      | ベイウォッチ Baywatch                                   | デニー                              | 1エピソード  |
| 1995-1996 | ウイングス Wings                                        | バド・ブロンスキー                  | 8エピソード  |
| 1998-1999 | Maggie Winters                                          | トム                                | 16エピソード |
| 2003      | サード・ウォッチ Third Watch                            | ケント刑事                          | 2エピソード  |
| 2004 2008 | LAW & ORDER:犯罪心理捜査班 Law & Order: Criminal Intent | バリー・カールソン テッド・レーガン | 2エピソード  |
| 2009      | ER緊急救命室 ER                                         | クリス                              | 1エピソード  |
| 2011      | 30 ROCK/サーティー・ロック 30 Rock                      | デイヴ                              | 1エピソード  |
| 2012      | ブルーブラッド 〜NYPD家族の絆〜 Blue Bloods             | ウェイン                            | 1エピソード  |
| 2014      | ボードウォーク・エンパイア 欲望の街 Boardwalk Empire    | リードガード                        | 1エピソード  |
| 2014      | THE BLACKLIST/ブラックリスト The Blacklist              | ジョナサン・リース                  |              |